# Johann Christoph Sebastiani
Johann Christoph Sebastiani (* 1640 in Trier; † 1704 in Koblenz) war ein deutscher Architekt des Barock und Hofbaumeister im Dienst der Trierer Kurfürsten.

## Leben
Über das Leben von Johann Christoph Sebastiani ist wenig überliefert. Er stammt wohl trotz seines italienisch klingenden Namens aus einer rheinisch-moselländischen Familie. Vermutlich hatte er vier Kinder. 1671 übernahm er das Amt des Bürgermeisters in der Augst und 1688–1695 von Arzheim. Am 20. März 1676 ernannte ihn der Trierer Kurfürst Karl Kaspar von der Leyen zum Hofbaumeister. Er war maßgeblich am Wiederaufbau der Stadt Koblenz beteiligt, die 1688 bei der Beschießung durch französische Truppen im Pfälzischen Erbfolgekrieg schweren Schaden erlitt. 

## Werke

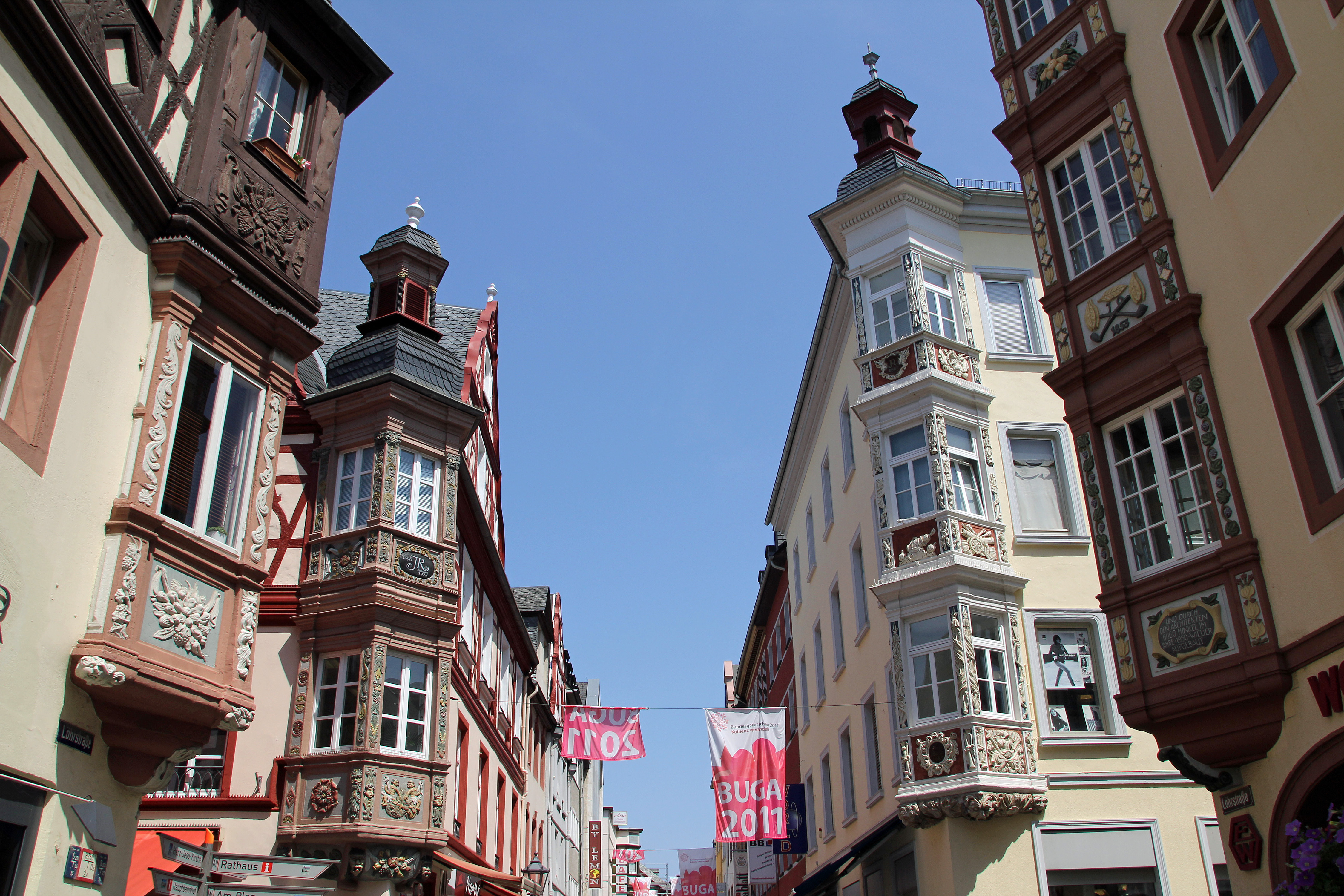
Die Vier Türme in der Altstadt von Koblenz

- 1680–1682: Umbau der Alten Burg in Koblenz
- 1687–1709: Umbau von Schloss Montabaur
- 1687–1691: Anbau der Gnadenkapelle am Kloster Bornhofen
- 1689–1692: Bau der Vier Türme in Koblenz
- 1690–1692: Bau des Festungspfortenbaus (sogenannte Pagerie) neben dem Schloss Philippsburg in Ehrenbreitstein
- 1691–1696: Wiederaufbau des Bürresheimer Hofs in Koblenz
- 1694: Die welschen Hauben der Liebfrauenkirche in Koblenz
- 1694–1701: Bau des Jesuitenkollegs in Koblenz (zusammen mit Johann Georg Judas)
- 1698: Umbau der Kurfürstlichen Burg in Boppard
- 1701: Bau des Dreikönigenhauses in Koblenz

## Ehrungen
In Koblenz-Pfaffendorf trägt seit dem 13. Juli 1938 die Sebastianistraße seinen Namen.